# سیارک ۱۰۱۳

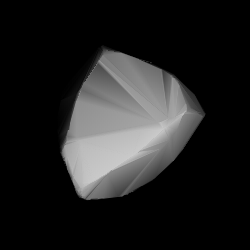
مدل سه‌بُعدی سیارک ۱۰۱۳ بر اساس منحنی نور آن

سیارک ۱۰۱۳ (به انگلیسی: 1013 Tombecka، نامگذاری:1924PQ) هزار و سیزدهمین سیارک کشف شده‌است که در ۱۷ ژانویه ۱۹۲۴ و در الجزیره کشف شد.
قدر مطلق سیارک برابر ۱۰٫۱۲ است.